# Trại Họp bạn Hướng đạo Thế giới lần thứ 2
Trại Họp bạn Hướng đạo Thế giới lần thứ hai được tổ chức từ ngày 9 tháng 8 đến ngày 17 tháng 8 năm 1924 tại Ermelunden, Đan Mạch.

## Dẫn nhập
Vương quốc Anh tổ chức một trại họp bạn hoàng gia tại Wembley, Middlesex vào đầu tháng 8 năm 1924 cùng dịp với Triển lãm Đế quốc Anh. Trên 1.000 Hướng đạo sinh từ 25 nơi trong Khối Thịnh vượng chung và Đế quốc Anh nhận lời mời tham dự. 10.000 Hướng đạo sinh có mặt tại Vương quốc Anh. Các buổi lễ và diễn hành xảy ra tại Sân vận động Wembley. Các Hướng đạo sinh cắm trại gần bên đó. Thái tử Xứ Wales lúc đó là Edward VIII của Vương quốc Anh đã chứng kiến các buổi trình diễn trong sân vận động. Ngài là chủ tọa của một buổi lửa trại và ở lại qua đêm trong 1 căn lều. Trong những ngày khác nhau, những khách mời chính tại sân vận động là Công tước York và Rudyard Kipling.

## Trại họp bạn
Trại họp bạn Wembley giúp cung ứng một số thành viên đa dạng và rộng lớn cho Trại Họp bạn Hướng đạo Thế giới lần thứ hai tại Ermelunden, nằm cách Copenhagen, Đan Mạch một vài dặm Anh về phía bắc mà được tổ chức ngay sau đó. Đan Mạch có một dân số Hướng đạo tương đối nhỏ và vì thế khiến người ta tỏ vẻ nghi ngờ trước đó rằng không biết là Hướng đạo Đan Mạch có đảm đan việc tổ chức trại họp bạn này thành công hay không. Người điều hành chính là Christian Holm, chủ tịch của Det Danske Spejderkorps. Con gái của ông sau đó được biết như Kim, bạn của cả thế giới. Ba huynh trưởng Hướng đạo phụ trách lo chuẩn bị, tổ chức và điều hành là những thanh niên rất trẻ nhưng họ đã tạo ra một kỳ trại thành công.
Trại Họp bạn Hướng đạo Thế giới lần thứ 2 được chuẩn đô đốc Carl Carstensen thay mặt cá nhân Vua Christian X chính thức khai mạc vào ngày 10 tháng 8 năm 1924. 14 quốc gia tham dự thi tài Quán quân Hướng đạo Thế giới. Nam Hướng đạo Mỹ thắng giải quán quân, Vương quốc Anh giải nhì và Hungary giải ba. Tuy nhiên người ta quyết định không lập lại ý tưởng này nữa vì sợ rằng chủ nghĩa quốc gia có thể làm thương tổn tình anh em Hướng đạo.
Baden-Powell đến trại sau ngày khai mạc và được chào đón bằng một cuộc diễn hành với sự tham dự của tất cả Hướng đạo sinh có mặt tại trại.